# DeWanna Bonner
Pour les articles homonymes, voir Bonner.
DeWanna Bonner (née le 21 août 1987 à Fairfield) est une joueuse de basket-ball américaine. Elle joue au poste d'ailère dans l'équipe WNBA du Mercury de Phoenix.

## Biographie
À sa sortie du lycée Fairfield High School à Fairfield, Alabama, Bonner est nommé par USA Today parmi les 25 recrues du pays à suivre en 2005. Elle est diplômée en psychologie de l'Université d'Auburn. Elle est nommée dans la « Southeastern Conference All-Freshman Team ». Bonner est la meilleure marqueuse de l'équipe lors de sa première saison avec 13,5 points par match. Elle est considérée comme l'une des meilleures joueuses ayant évolué à Auburn, ayant battu de nombreux records de l'université. Lors de sa dernière saison, elle est nommée joueuse de l'année de la Southeastern Conference avec un titre de meilleure marqueuse de la Conférence (21,1 points par match). Elle termine sa carrière universitaire avec un total de 2 162 points, le record de l'université; 1 047 rebonds, le deuxième meilleur total de l'histoire d'Auburn et se place parmi les dix premières dans la plupart des catégories statistiques.
Sa première expérience européenne est à Brno. Après une saison à Rivas Ecopolis Madrid (18,9 pts et 8,5 rebonds en Euroligue), elle rejoint le club rival de Salamanque. Elle rejoint ensuite le championnat russe à Orenbourg.

### WNBA
Bonner est sélectionnée au 5e rang de la draft 2009 par le Mercury de Phoenix. Pour son premier match avec le Mercury, Bonner joue 26 minutes et inscrit 16 points. Elle est nommée sixième femme de l'année pour la saison 2009, année où sa franchise remporte le titre de championnes WNBA. Elle remporte de nouveau ce titre lors de la saison suivante puis une troisième fois consécutive en 2011.
Lors de la saison 2015, elle démarre fort avec le titre de meilleure joueuse de la semaine, son quatrième accessit depuis ses débuts. En 4 rencontres (2 victoires - 2 défaites), elle est la meilleure marqueuse de la conférence Est avec 19,3 points par rencontre et sixième au rebond avec 6,3 prises. Elle gagne sa première sélection pour le WNBA All-Star Game depuis ses débuts six ans plus tôt. Pour la rencontre suivante, elle inscrit 34 points, dont les points de l'égalisation à la fin du temps règlementaire, dans le cadre de la victoire après prolongation du Mercury sur le Sky. Elle se met de nouveau en lumière lors du succès 87 à 84 en prolongation du Mercury face au Shock avec Bonner (25 points et 8 rebonds) qui inscrit le panier de la victoire au buzzer.
Après douze rencontres de la saison WNBA 2016, le bilan du Mercury reste négatif (4 victoires - 8 défaites) malgré le retour de Penny Taylor et Diana Taurasi, Bonner réussissant le 19 juin sa meilleure sortie de la saison avec 38 points sans pouvoir empêcher la victoire des Wings de Dallas.
Après une année 2017 consacrée à sa grossesse, elle annonce son retour au Mercury pour la saison WNBA 2018. Elle est nommée meilleure joueuse de la dernière semaine de la saison régulière, soit pour la cinquième fois de sa carrière. Sur la semaine, le Mercury obtient deux victoires qui lui permet de finir à la cinquième place de la saison régulière avec un bilan de 20 victoires pour 14 revers. Sur cette période, elle est la quatrième joueuse de la conférence aux points inscrits (22,0), première aux rebonds (13,0), première ex aequo aux interceptions (3,0), et sixième aux passes décisives (4,5).
Elle débute la saison WNBA 2025 au Fever de l'Indiana, mais sa mésentente avec l'entraîneuse Stephanie White la relègue sur le banc après trois rencontres. Coupée, elle rebondit en juillet au Mercury de Phoenix, où joue déjà sa fiancée Alyssa Thomas.

## Équipe nationale
Elle figure dans la présélection pour le championnat du monde 2014 mais est retenue par les Finales WNBA. Après celles-ci, elle n'est pas appelée à rejoindre le groupe.

## Vie privée
Elle épouse en 2016 sa compagne et coéquipière Candice Dupree.
Elle annonce faire l'impasse sur la saison WNBA 2017 car elle est enceinte de son premier enfant.

## Palmarès
- Championne WNBA 2009 et  2014[17]
- Euroleague All-Star 2011[18]
- Tournoi FIBA des Amériques des moins de 21 ans
- Tournoi FIBA des Amériques des moins de 20 ans
- SEC Player of the Year 2009

## Distinctions personnelles
- Meilleure sixième femme des saisons WNBA 2009, 2010 et 2011[19]
- WNBA All-Rookie Team 2009 [20]
- Sélection aux WNBA All-Star Game 2015[21], 2018[22] et 2019[23].
- Meilleur cinq de la WNBA : 2015[24]
- Second cinq défensif de la WNBA 2015[25]